# لوري ييتس
لوري ييتس هي مغنية وكاتبة غنائية كندية، ولدت في 1960.

## وصلات خارجية
- الموقع الرسمي
- لوري ييتس على موقع ميوزك برينز (الإنجليزية)
- لوري ييتس على موقع ديسكوغز (الإنجليزية)